# Hugo Barra
Hugo Barra (sinh ngày 28 tháng 10 năm 1976) là một nhà khoa học máy tính, Một nhà Giám đốc Công nghệ và Doanh nhân người Brasil. Từ năm 2008 đến năm 2013, ông đảm nhận một số vai trò chủ chốt trong việc quản lý sản phẩm của Google ở Luân Đôn và California, bao gồm Phó Chủ tịch và người đại diện phát ngôn sản phẩm của Google Android.

## Thời niên thiếu và giáo dục
Hogo Barra sinh ngày 28 tháng 10 năm 1976 tại Belo Horizonte, Brasil. Ông đã từng học tại các trường tiểu học và trung học ở Colégio Pitágoras, một địa phương ở Belo Horizonte, Brasil. Năm 1995, ông theo học tại Universidade Federal de Minas Gerais (UFMG), chuyên ngành Kỹ thuật điện. Năm 1996, Barra chuyển đến Viện Công nghệ Massachusetts (MIT), tốt nghiệp với bằng cử nhân về khoa học quản lý và là bậc thầy trong kỹ thuật điện và khoa học máy tính. Ông là lớp trưởng lớp đại học năm cuối, diễn giả chính lễ tốt nghiệp của sinh viên tại MIT năm 2000.

## Sự nghiệp

### LOBBY7 và Nuance Communications
Năm 2000, Barra cùng với bạn học tại MIT đồng sáng lập ra LOBBY7. (Tên của công ty đã được lấy cảm hứng từ sảnh xây dựng 7, lối vào chính của Hành lang Infinite tại MIT).
OBBY7 cung cấp phần mềm nhận dạng giọng nói trên điện thoại di động. Công ty được mua lại bởi ScanSoft vào năm 2003, sau đó trở thành Nuance Communications vào năm 2005 thông qua việc sáp nhập. Barra đảm nhận nhiều chức vụ khác nhau tại Nuance. Trong đó, có quản lý sản phẩm, tiếp thị sản phẩm, phát triển kinh doanh hay tung ra một số sản phẩm điện thoại di động nhận dạng giọng nói.

### Google
Tháng 3 năm 2008, Barra gia nhập Công ty Công nghệ Mỹ là Google ở Luân Đôn. Đây là một Tập đoàn Quản lý sản phẩm cho Google Mobile. Trong năm 2010 Barra gia nhập đội Android .
Từ năm 2010 đến năm 2013, vai trò của Barra được mở rộng bao gồm các phát ngôn sản phẩm cho đội Android , ông phát biểu trong hai cuộc họp báo tại hội nghị phát triển tập trung hàng năm của Google I / O và Google . Sản phẩm Barra tham gia bao gồm toàn bộ hệ điều hành Android có cả phần mềm và phần cứng bao gồm: Honeycomb, Ice Cream Sandwich, Jelly Bean và ra mắt hệ điều hành KitKat, điện thoại thông minh Nexus 4 và Nexus 5, các Nexus 7  và Nexus 10 viên nén, và các sản phẩm liên quan khác như Google bây giờ. Sản phẩm được chọn trong năm 2013 như Popular Science của đổi mới của năm, và Voice Search của Google - dịch vụ nhận dạng giọng nói. Ông được thăng chức Phó Tổng thống vào năm 2012.

### Xiaomi
Vào tháng 9 năm 2013, Barra rời Google và làm việc cho Công ty điện tử Trung Quốc Xiaomi, phục vụ cho công ty với cương vị là Phó Chủ tịch chịu trách nhiệm mảng quan hệ quốc tế. Các động thái này đã tạo ra một thay đổi đáng kể đối với Xiaomi, trở thành một trong những nhà sản xuất phát triển nhanh nhất ở Trung Quốc, tăng cường tính hợp pháp quốc tế cho công ty bằng cách thêm một công cụ chính Google Android hệ điều hành quản lý cấp cao của nó.
Trong tháng 12 năm 2013, Barra đã phát biểu tại Hội nghị Công nghệ LeWeb ở Paris, Pháp. Ông chia sẻ ấn tượng của ông về Trung Quốc, nền kinh tế và cơ hội để được đại diện cho các công ty công nghệ như Xiaomi, trích dẫn 600 triệu người sử dụng Internet của Trung Quốc, vốn hóa thị trường cao các đợt IPO gần đây của Trung Quốc, sự mở rộng về quy mô của người sử dụng hàng tháng hoạt động các ứng dụng hàng đầu Trung Quốc, và số lượng khách hàng của các công ty như Alibaba Taobao, một trang web mua sắm nhiều hơn gấp đôi khách hàng của eBay và Amazon cộng lại. Bài phát biểu của ông được trích dẫn rộng rãi toàn ngành công nghiệp.
Vào tháng 2 năm 2014, Barra công bố sự ra mắt của điện thoại thông minh mới redmi và MI3 ở Singapore, sau đó là ở Ấn Độ. Sự mở rộng của công ty ra các thị trường mới nổi là một sáng kiến quan trọng cho Xiaomi. Với mô hình kinh doanh của công ty, để phát hành các sản phẩm điện thoại thông minh hiệu suất cao với giá cả phải chăng, tạo ra doanh thu không chỉ từ các phần cứng riêng của mình, mà còn là các dịch vụ phần mềm và Internet cung cấp cho người tiêu dùng. Theo Lei Jun, đồng sáng lập và là chủ tịch Xiaomi: "Nó là công việc của Barra để tìm ra những thị trường mà chúng ta nên thâm nhập tiếp theo và thâm nhập vào đó như thế nào." Barra cũng đã tuyên bố rằng ông sẽ tiếp tục mở rộng thị trường vào các nước khác nhau trên thế giới.
Vào tháng 3 năm 2014, Barra ghé thăm Foxconn, một công ty sản xuất chíp bán dẫn linh kiện máy tính của Đài Loan với nhà máy ở Brazil và México, chịu trách nhiệm lắp ráp sản phẩm cho các thương hiệu công nghệ khác nhau. Điều đó cho thấy kế hoạch cho Xiaomi sẽ mở rộng sang châu Mỹ La tinh
Trong tháng 5 năm 2014, Barra công bố sự ra mắt của MiPad, một tablet 7,9 inch. "Chúng tôi đã trải qua bốn năm làm việc đến độ mà chúng tôi nghĩ rằng chúng tôi đã có quyền và khả năng thiết kế phần cứng và phần mềm để xây dựng một máy tính bảng đẳng cấp thế giới", Barra nói. "Chúng tôi nghĩ rằng chúng tôi đang có, cuối cùng." Barra mô tả việc phát hành như là một phần của Xiaomi của chiến lược tổng thể, để mở rộng cả hai dòng sản phẩm của mình vào các thị trường quốc tế mới bao gồm: Hồng Kông, Đài Loan, và Singapore. Barra cũng vạch ra kế hoạch cuối cùng để gia nhập vào thị trường Mỹ.
Vào tháng 1 năm 2017, Barra tuyên bố rời khỏi Xiaomi. Barra giải thích quyết định của ông được thúc đẩy mạnh mẽ bởi một cảm giác bị tách biệt khỏi gia đình và cuộc sống mà ông đã xây dựng ở Silicon Valley: "Những gì tôi vừa mới nhận ra là những năm cuối cùng của cuộc sống, khi làm việc trong một môi trường đặc biệt như vậy đã ảnh hưởng rất lớn đến cuộc sống và sức khỏe của tôi. Những người bạn của tôi, những gì tôi xem như là nhà của mình, và cuộc sống của tôi ở Silicon Valley, nơi đó gần gũi hơn với những người thân trong gia đình của tôi. Nhìn lại những gì tôi đã bỏ lại đằng sau trong những năm qua, tôi nhận ra rằng đã đến lúc tôi phải trở về."

### Facebook
Ngày 25 tháng 1 năm 2017, ông công bố rằng mình sẽ đảm nhận vị trí lãnh đạo mảng phát triển công nghệ thực tế ảo của Facebook.
"Tôi rất vui khi được chia sẻ về cuộc hành trình tiếp theo của tôi khi trở về Silicon Valley. Trong một vài tháng, tôi được tham gia Facebook như VP của thực tế ảo (VPVR!) và dẫn dắt đội Oculus. Giám đốc điều hành Xiaomi - Lei Jun luôn nói rằng sự thách thức của một kỹ sư là những bước đột phá công nghệ một cách nhanh chóng và có sẵn để phổ biến ra toàn nhân loại. Đó sẽ là nhiệm vụ của tôi tại Facebook và tôi mong muốn xây dựng tương lai của công nghệ nhập vai với Mark Zuckerberg, Brendan Trexler Iribe, Mike Schroepfer và các thành viên trong đội Oculus," Hugo Barra chia sẻ.

## Danh hiệu và giải thưởng
Năm 2011, Barra được xếp thứ 23 trong danh sách 100 người nổi tiếng có công trình nghiên cứu khoa học củaWired Magazine .
Năm 2013, Business Insider của Silicon Valley 100 trong đó Barra ở thứ 92. 
Tạp chí Epoca của Brasil xếp hạng Barra là một trong những người có ảnh hưởng lớn nhất Brazil trong năm 2011 và 2013.

## Trích dẫn
1. ↑  "小米虎哥：手机在线购买在新兴市场日益流行". hk.on.cc (bằng tiếng Trung). ngày 30 tháng 7 năm 2015. Truy cập ngày 26 tháng 3 năm 2016.
2. ↑  Hugo Barra left Xiaomi to run VR at Facebook.TheVerge.2016-01-26.[2016-01-26].
3. ↑  "This Famous Google Exec Quit His Job To Work In China — And He's Been Totally Blown Away By What He Found". Business Insider.
4. ↑  "The Brazilian who runs Android". Época. Bản gốc lưu trữ ngày 13 tháng 10 năm 2014. Truy cập ngày 15 tháng 2 năm 2017.
5. ↑  Inc. "Hugo Barra". Businessweek. {{Chú thích web}}: Kiểm tra giá trị |url= (trợ giúp)
6. 1 2  "Hugo Barra". GMIC. Bản gốc lưu trữ ngày 22 tháng 4 năm 2014. Truy cập ngày 15 tháng 2 năm 2017.
7. ↑  "Hugo Barra". The Guardian.